# Marionina riparia
Marionina riparia är en ringmaskart som beskrevs av Bretscher 1899. Marionina riparia ingår i släktet Marionina och familjen småringmaskar. Arten är reproducerande i Sverige. Inga underarter finns listade i Catalogue of Life.